# Escuela Española de Historia y Arqueología en Roma
La Scuola spagnola di storia e archeologia a Roma (Escuela Española de Historia y Arqueología en Roma (EEHAR)) è un'istituzione culturale spagnola con sede a Roma, dipendente dal Consejo Superior de Investigaciones Científicas, dedicata alla ricerca storica relativa alla storia d'Italia, e soprattutto alla presenza spagnola in Italia, che si occupa della custodia del patrimonio spagnolo in Italia.
Questo centro di ricerca fa parte dell'Unione Internazionale degli Istituti di Archeologia, Storia e Storia dell'Arte in Roma, dell'Unione Romana Biblioteche Scientifiche e dell'Associazione Internazionale di Archeologia Classica.

## Storia
La scuola fu istituita mediante decreto il 3 giugno 1910, nell'ambito del progetto del Centro de Estudios Históricos e su proposta della Junta para la Ampliación de Estudios. Su impulso di Rafael Altamira, dopo il secondo congresso internazionale di storia celebrato a Roma nel 1903, incominciò ad apprezzarsi la necessità di essere presenti in Italia per poter accedere all'ampio fondo documentale localizzato nel paese e conoscere di prima mano lo sviluppo dell'arte e della storia spagnola nella sua relazione con la cultura italiana.
Ramón Menéndez Pidal fu il primo direttore. Si stabilì nel Palazzo di Monserrato e incominciò a pubblicare la rivista scientifica Itálica. Cuadernos de Trabajo. A causa delle due guerre mondiali e della Guerra civile spagnola, l'attività dell'istituzione rimase paralizzata fino al 1947. Da allora ha disimpegnato un'importante attività di ricerca, fra cui sono notevoli le campagne di scavo di Gabii, del Tempio di Giove Statore nel Foro Romano, le attività archeologiche intraprese dal 1994 a Tusculum, la ricerca dei documenti relazionati con la storia medievale della Spagna nell'Archivio Segreto Vaticano e in altri archivi storici italiani, con i quali si è anche sviluppato lo studio della guerra civile e delle relazioni italo-spagnole più recenti, o gli studi di musicologia su Tomás Luis de Victoria e Cristóbal de Morales.
Nel 2007 furono realizzati il catalogo della collezione di arte antica dell'Ambasciata di Spagna a Roma, il progetto Tusculum e le ricerche archeologiche a Cartagine, in Tunisia.

## Direttori
- Ramón Menéndez Pidal: 1911–1914
- Antonio García Solalinde: 1914
- Antonio de la Torre y del Cerro: 1914–1915
- Francisco Íñiguez Almech: 1947–1965
- Manuel Jesús García Garrido: 1965–1973
- Luis Suárez Fernández: 1973–1976
- Evelio Verdera y Tuells: 1976–1978
- Martín Almagro Gorbea: 1979–1983
- Arnau Puig Grau: 1986–1989
- Javier Arce Martínez: 1990–1997
- Manuel Espadas Burgos: 1997–2006
- Ricardo Olmos Romera: 2006–2011
- Fernando García Sanz: 2011–2018
- José Ramón Urquijo Goitia: 2018–...[1]